# Saquinavir
Saquinavir é um antiviral. Pertence a classe dos inibidores de protease e é usado na terapia anti-HIV.